# Darcy Cazarré
Darcy Lopes Cazarré (Pelotas, 22 de agosto de 1900 — Rio de Janeiro, 31 de janeiro de 1953) foi um ator, produtor, radialista, tendo trabalhado expressivamente em filmes e em teatro desde o final da década de 1910 até a o início da década de 1950.
No cinema destacou-se nos filmes O Jovem Tataravô (1936) e Anastácio (1939).
Foi casado com atriz Déa Selva, com quem teve três filhos, os também atores Older (1935-1992), o escritor, escultor, pintor e artista plástico Luiz Olmer (1943-2023) e Olney Cazarré (1945-1991). O ator Juliano Cazarré era seu bisneto.

## Filmografia
| Ano  | Título                  | Personagem         |
| ---- | ----------------------- | ------------------ |
| 1936 | O Jovem Tataravô        | Eduardo            |
| 1936 | Bonequinha de Seda      | Pichincha          |
| 1936 | João Ninguém            | —                  |
| 1937 | O Bobo do Rei           | —                  |
| 1939 | Anastácio               | Fernando/Anastácio |
| 1939 | Aves Sem Ninho          | Prof. Miranda      |
| 1948 | Poeira de Estrelas      | Pai                |
| 1948 | É Com Este Que Eu Vou   | —                  |
| 1949 | Não Me Digas Adeus      | —                  |
| 1949 | A Escrava Isaura        | —                  |
| 1950 | O Noivo de Minha Mulher | —                  |

## No teatro[5]
- A Máscara e o Rosto (1926)
- A Menina do Arame (1926)
- Chuva de Paes (1926)
- O Interventor (1931)
- O Bombonzinho (1931)
- O Vendedor de Ilusões (1931)
- A Última Conquista (1931)
- Feitiço... (1932)
- Sansão (1933)
- Fruto Proibido (1933)
- Mulher (1933)
- Deus (1938)
- A Flor da Família (1939)
- A Cigana Me Enganou (1941)
- A Flor da Família (1941)
- A Pensão de Dona Estela (1941)
- Carlota Joaquina (1941)
- Chuva de Estrelas (1941)
- Crepúsculo (1941)
- Maridos de Segunda Mão (1941)
- Médico à Força (1941)
- Mulher Infernal (1941)
- Nossa Gente É Assim (1941)
- O Chalaça (1941)
- O Hóspede de Quarto Número (1941)
- O Morro Começa Ali (1941)
- Sansão (1941)
- Se a Sociedade Soubesse (1941)
- A Família Lero-Lero (1942)
- A Mulher do Próximo (1942)
- Deus lhe Pague (1942)
- A Casa de Seu Tomaz (1943)
- A Pensão de D. Estela (1943)
- Boneco de Palha (1943)
- Burro de Carga (1943)
- Coitado do Libório! (1943)
- Mania de Grandeza (1943)
- Gato por Lebre (1944)
- O Que Eles Querem  (1944)
- A Mulher do Seu Adolfo (1945)
- Chica Boa (1946)
- O Grande Alexandre (1947)
- Rua Nova (1947)
- Cem Gramas de Homem (1947)
- A Mulher do Seu Adolfo (1950)
- Especialista em Coração (1950)